# Alban W. Phillips
Alban William Housego "A. W." "Bill" Phillips, (18, studenog 1914. – 4. ožujka 1975.)
bio je utjecajni novozelandski ekonomist koji najveći dio karijere proveo u Londonskoj školi ekonomije (engl. "London School of Economics" - LSE). Njegov najpoznatiji doprinos ekonomiji je Phillipsova krivulja, koju je prvi puta opisao 1958. Godine 1949. osmislio je i izgradio "MONIAC" analogno hidraulično ekonomsko računalo. 